# Irónia

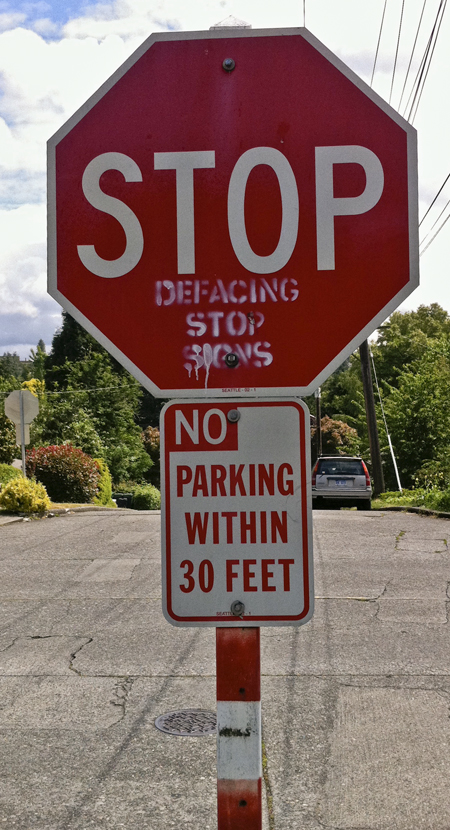
Az irónia eszköze lehet a szokásostól eltérő kontextus

Az irónia olyan közlésmód, amelyet nem szabad szó szerint értenünk. A közlő nem a saját véleményét mondja, hanem annak az ellenkezőjét, vagy egy másvalakiét, anélkül, hogy ezt jelezné. Az irónia eszköze lehet a szokásostól eltérő kontextus (szövegösszefüggés), kiejtés vagy más, akár nem verbális gesztus is.
Egy megnyilatkozás annál ironikusabb, minél kevésbé van jelezve, hogy valójában az. Az irónia „gondolatalakzat” (Quintilianus), akkor ismerjük fel, ha ismerjük a közlőt és/vagy a kontextust. Retorikai és pragmatikai hatása is ebben áll: feszültség keletkezik az éppen mondottak és a kontextus- vagy világismeretünk között. Rákényszerít a különböző nézőpontok tudatosítására. Az irónia azzal a kockázattal is jár, hogy nem ismerik fel. Ez komoly félreértésekhez vezet, de ekkor a helyesen értés és a megvilágosodás metafiktív alakzata. Az irónia egyfelől játékos és megtévesztő, másfelől komoly és épületes: megértéséhez megköveteli a komplex világismeretet vagy legalább a kontextus ismeretét.
Az irónia szó ógörög eredetű, a „színlelt szerénykedés, tettetés, kertelés, tudatlanságot színlelő kérdezgetés” jelentésű εἰρωνεία [eiróneia] az εἴρων [eirón] „tudatlanságot színlelve kérdező személy, színlelő” szóból képzett elvont főnév. Ez az eljárás a görög komédiák, illetve Szókratész egyik kedvelt retorikai eszköze volt.
Az ironikus jelentés nem feltétlenül magától értetődő, néha tragikus, néha humoros jelentést ad az eredeti közlésnek. Richard Rorty amerikai filozófus szerint az ironikus gondolkodás használata segít megőrizni a képességünket a szabadságra, a megújulásra.
A nevetségesség forrása az irónia.  A látszólagos magasztalás mögött megítélés, elmarasztalás bújik meg, melyet a szövegkörnyezet leplez le.

## Irodalmi példák
Hangsúly jelöléssel: „szépen állunk”, értsd: 'rosszul állunk'. Mint Quintilianus mondja, az ironikus „gánccsal dicsér és dicsérettel gáncsol” (Szónoklattan 8.6.55.). Quintilianus egy példája: Dido mondja Aeneasnak: Menj csak a széllel, Itália vár!, ami egyfelől egy parancs, ám Dido nincs abban a helyzetben, hogy parancsoljon Aeneasnak, másfelől Dido éppenhogy marasztalni szeretné Aeneast, nem pedig Itáliába küldeni. Az angol retorikák gyakori példája a Büszkeség és balítélet első mondata: „Egyetemesen elismert igazság, hogy a legényembernek, ha vagyonos, okvetlenül kell feleség”. Ez az elbeszélő mondata, de a szöveget továbbolvasva rá kell jönnünk, hogy ez aligha az elbeszélő véleménye, sokkal inkább Mrs. Benneté, és már csak azért sem lehet egyetemesen elismert igazság, mert Mr. Bennet sem ért vele egyet. Hírhedt példa Swift Szerény javaslata, mely makulátlan gazdasági okfejtésekkel igazolja, hogy az írországi szegénység problémáját remekül lehetne orvosolni, ha az ír gyerekeket a brit húspiacon értékesítenék. A valós embertelenségekre az embertelenség ad absurdum vitelével hívja fel a figyelmet.

## A romantika iróniafogalma
Friedrich Schlegel szerint „a végtelen utáni vágyódásban rejlik a filozófia lényege.” Ez kettős értelemmel bír, egyfelől kifejezi, hogy a végtelen nem birtokolható, másfelől a vágyódás nem szabadulhat meg a végtelenre való irányultságtól. Ezt az irányultságot a műalkotás teljesíti be, amely ha ismeretszerűen nem is foglalja magába, ám sejtetve mégis kifejezésre juttatja azt a végtelenséget, mely csak az abszolútumé.
A műalkotás az allegória, az elmeél és az irónia segítségével fejezi ki azt, ami kifejezhetetlen, az abszolútumot.
De miként ábrázolható a végtelen a végesben, ha adekvát módon a gondolkodás és a fogalmak által nem ragadható meg?
„Az allegória esetében »az egyedi mint egyedi megsemmisítéséről« van szó, úgy »az elmeél (éppen fordítva) a teljesség egységessé tételére irányul«”. Ez az egység viszont szintén csak töredékként jelenik meg. A töredékek pedig nem lépnek valami őket összetartó rendszerbe, rendszerek káosza, töredékek súlypont nélküli különfélesége keletkezik. A végtelent különféle nézőpontokból megmutató tudattöredékek nem állnak össze egy végtelenséget átfogó teljességgé, e nézőpontokat nem lehet egyszerre elfoglalni, hiszen egymásnak is ellentmondanak. A tökéletes érthetőség maga lenne a tökéletes unalom. Nincs olyan külső, harmadik nézőpont, egy olyan végső tudategység, mely e két irányt, az allegória és az elmeél törekvését, racionálisan egybefogná. A végtelen uralhatatlansága a tudat töredékességét eredményezi.
A centrum hiányából következő végtelen regresszust Schlegel „kaotikus univerzalitásnak” nevezi: a tudat töredékessége egységet hoz létre a káoszban, de mivel a végtelenségből a részbe vezeti azt, ezért nem totalitást, hanem individuális pozíciók együttesét, tehát ismét káoszt hoz létre, melynek elemei újból inkoherensek egymással. „A keletkezés (Werden) végtelenségében nincs olyan közép, ami köré állandó tulajdonságok kristályosodhatnának ki.” A meghatározhatatlan (érzéseknek) és kontingens illeszkedéseknek pedig nem a filozófia, hanem a művészet szabálytalan formája felel meg leginkább.
A következetlenség ugyanakkor csak az egyik aspektusa a töredékességnek, ahhoz azonban, hogy ezek logikai ellentmondásba kerülhessenek egymással, sejtenünk kell köztük valamilyen közösséget is. Ez a közösség pedig az, hogy ugyanazon pozícióra, jelesül az abszolútumra irányulnak. A töredék csak egy teljesség felől nézve értelmezhető töredékként. A töredék tehát nemcsak más töredékeken törik meg, hanem mind szemben áll az abszolút eszméjével is, ami minden logikai ellentét feltételéül is szolgál. Ez a közös irányulás alkotja azt az „elfoglalhatatlan perspektívát”, amely felől minden töredék az abszolútum félresikerült kifejezésének tűnik.  Ez azonban mindig megérthetetlen marad, hiszen a tudat egységét egy tudattal nem bíró lét sejtetése biztosítja. „Így filozófiánk sokrétűsége mellé egységet is nyernénk. Olyan egységet, amelyről nem félek, hogy valaha is elveszíthetnénk!”
Ebből a szkeptikus relativizmusból ered a romantika irónia fogalma. Ez egyfelől a véges önparódiája, mert azt a másik véges lerontja, az abszolút gondolata pedig jelentéktelenné teszi; de másfelől ez az abszolútnak, mint illuzórikus végtelen tisztaságnak, mint szükségszerű fikciónak a kinevetése is egyben. Az irónia a paradoxon egy formája, mely a határokat átlépő fantáziának köszönhetően, korrigálja az allegória és az elmeél működésének egyoldalúságait, és egyfajta lüktetést és váltakozást teremt univerzalitás és individualitás között. Az irónia „jelentéktelen semmisségként gúnyolja ki azt, ami szubsztanciális realitásként pöffeszkedik.” (A művészetben) átlép a létezés hasadékain, állandó alkotás és pusztítás ez a végtelen elhódításáért.

## Bibliográfia
- Arisztotelész: Nikomakhoszi etika, Retorika
- Quintilianus: Szónoklattan
- Sören Kierkegaard: Az irónia fogalmáról
- Paul de Man: Az irónia fogalma
- Vladimir Jankélévitch: Az irónia
- Paul Grice: A társalgás logikája
- Wayne C. Booth: A Rhetoric of Irony
- Ernst Behler: Friedrich Schlegel megértéselmélete In: Gond, 17. szám (1998), 159–179. o.
- Manfred Frank: A kora romantika filozófiai alapjai In: Gond, 17. szám (1998), 40–117. o.
- Friedrich Schlegel: A filozófiáról Dorotheának In: Gond, 17. szám (1998), 141–158. o.
- Weiss János: Mi a romantika? (Jelenkor, 2000)